# Münchhausen, Hessen
Münchhausen är en kommun och ort i Landkreis Marburg-Biedenkopf i Regierungsbezirk Gießen i förbundslandet Hessen i Tyskland. Kommunerna Münchhausen, Niederasphe, Simtshausen och Wollmar bildades 1 juli 1974 genom en sammanslagning den nya kommunen Münchhausen.